# Europees kampioenschap voetbal 2020 (achtste finale) Wales - Denemarken
Dit artikel gaat over de wedstrijd in de achtste finales tussen Wales en Denemarken die gespeeld werd op zaterdag 26 juni 2021 in de Johan Cruijff ArenA te Amsterdam tijdens het Europees kampioenschap voetbal 2020. Het duel was de 37ste wedstrijd van het toernooi en de eerste van de knock-outfase. Denemarken stroomde door naar de kwartfinales, Wales werd uitgeschakeld.

## Voorafgaand aan de wedstrijd
- Wales stond bij aanvang van het toernooi op de zeventiende plaats van de FIFA-wereldranglijst.[1] Elf Europese landen en EK-deelnemers stonden boven Wales op die lijst. Denemarken was op de tiende plaats terug te vinden.[2] Denemarken kende zes Europese landen en EK-deelnemers met een hogere positie op die ranglijst.
- Wales en Denemarken troffen elkaar voorafgaand aan deze wedstrijd al tien keer. Wales won vier van die wedstrijden, Denemarken zegevierde zesmaal en nooit eindigde het duel onbeslist. Niet eerder ontmoetten deze teams elkaar op een groot eindtoernooi.
- Voor Wales was dit haar tweede deelname aan een EK-eindronde en wel op een rij. Op het EK 2016 bereikte Wales de halve finales. Denemarken nam voor een negende maal deel aan een EK-eindronde en voor de eerste sinds het EK 2012. Op het EK 1992 kroonde Denemarken zich tot Europees kampioen.
- Wales eindigde met vier punten op de tweede plaats in groep A, achter Italië en boven Zwitserland  en Turkije. Denemarken plaatste zich voor de achtste finales met vier punten en een tweede plaats in groep B, achter België en boven Finland en Rusland.

## Wedstrijdgegevens[3]
| Datum                  | 26 juni 2021                                                                                           | 26 juni 2021                                                                                           |
| Aftrap                 | 18:00 uur                                                                                              | 18:00 uur                                                                                              |
| Wedstrijdnummer        | 37 | 37 |
| Stadion                | Johan Cruijff ArenA, Amsterdam                                                                         | Johan Cruijff ArenA, Amsterdam                                                                         |
| Toeschouwers           | 14.645                                                                                                 | 14.645                                                                                                 |
| Scheidsrechter         | Daniel Siebert                                                                                         | Daniel Siebert                                                                                         |
| Assistenten            | Jan Seidel Rafael Foltyn                                                                               | Jan Seidel Rafael Foltyn                                                                               |
| Vierde official        | Ovidiu Haţegan                                                                                         | Ovidiu Haţegan                                                                                         |
| Videoscheidsrechters   | Bastian Dankert Christian Dingert (assistent) Christian Gittelmann (assistent) Marco Fritz (assistent) | Bastian Dankert Christian Dingert (assistent) Christian Gittelmann (assistent) Marco Fritz (assistent) |
| Man van de wedstrijd   | Kasper Dolberg                                                                                         | Kasper Dolberg                                                                                         |
|                        | Wales                                                                                                  | Denemarken                                                                                             |
| Doelpunten             | 0 | 4 |
| Gele kaarten           | 4 | 0 |
| Rode kaarten           | 1 | 0 |
| Wissels                | 4 | 5 |
| Schoten op doel        | 1 | 8 |
| Schoten naast doel     | 5 | 5 |
| Overtredingen          | 11 | 9 |
| Hoekschoppen           | 1 | 9 |
| Buitenspel             | 0 | 1 |
| Passnauwkeurigheid (%) | 83 | 84 |
| Balbezit (%)           | 48 | 52 |

| Wales | 0 – 4          | Denemarken |
| | goals (assist) | 27' Kasper Dolberg (Mikkel Damsgaard) 48' Kasper Dolberg 88' Joakim Mæhle (Mathias Jensen) 90+4' Martin Braithwaite (Andreas Cornelius)                                                                           |
| Rob Page | bondscoach     | Kasper Hjulmand |
| Danny Ward Connor Roberts 40' Joe Rodon Chris Mepham Ben Davies Joe Morrell 60' Joe Allen Daniel James 78' Aaron Ramsey Gareth Bale Kieffer Moore 78' | opstellingen   | ( 77') Kasper Schmeichel Andreas Christensen 77' Simon Kjær Jannik Vestergaard 77' Jens Stryger Larsen Pierre Højbjerg 60' Thomas Delaney Joakim Mæhle 60' Mikkel Damsgaard 69' Kasper Dolberg Martin Braithwaite |
| Neco Williams 40' Harry Wilson 60' Tyler Roberts 78' David Brooks 78'                                                                                 | wissels        | 60' Mathias Jensen 60' Christian Nørgaard 69' Andreas Cornelius 77' Nicolai Boilesen 77' Joachim Andersen |
| Joe Rodon 26' Kieffer Moore 40' David Brooks 80' Gareth Bale 90+3'                                                                                    | gele kaarten   | |
| Harry Wilson 90' | rode kaarten   | |